# Thông Đạo
Huyện tự trị dân tộc Động Thông Đạo (tiếng Trung: 通道侗族自治县; bính âm: Tōngdào dòngzú zìzhìxiàn) là một đơn vị hành chính trực thuộc địa cấp thị Hoài Hóa, tỉnh Hồ Nam, Trung Quốc.

### Trấn
- Song Giang (双江镇)
- Huyện Khê (县溪镇)
- Bá Dương (播阳镇)
- Nha Đồn Bảo (牙屯堡镇)
- Tinh Vu Châu (菁芜洲镇)
- Vạn Phật Sơn（万佛山镇）
- Khê Khẩu (溪口镇)
- Lũng Thành (陇城镇)
- Độc Pha (独坡镇)

=== Hương ===　　
- Bình Thản (坪坦乡)

### Hương dân tộc
- Hương dân tộc Miêu Đại Cao Bình (大高坪苗族乡)